# Дуњак
Дуњак је насељено место на Кордуну, у саставу општине Војнић, Карловачка жупанија, Република Хрватска.

## Историја
Србе у овом крају су власти дискриминисале још 1909. године. Тако лист Србобран пише да је тада уобичајена мјера кажњавања учитеља био њихов премјештај. На тај начин су им пропадали плодови рада у башчи, оштећивале се ствари у сеоби и прекидале људске везе. Учитељ Милован Дејановић је из Крњака премјештен у Доњи Будачки, Никола Паић из Доњег Будачког у Дуњак, Милош Здјелар из Дуњака у Полој, а учитељ Рибар из Полоја у Крњак. Дуњак се од распада Југославије до августа 1995. године налазио у Републици Српској Крајини.

## Култура
У Дуњаку је сједиште истоимене парохије Српске православне цркве. Парохија Дуњак припада Архијерејском намјесништву карловачком у саставу Епархије Горњокарловачке. Дуњаку је постојао храм Српске православне цркве Светог пророка Илије, изграђен 1824. године, а срушен у Другом свјетском рату. Парохију сачињавају: Дуњак, Клокоч, Кестеновац, Клупица, Мрачај, Рајић Брдо, Лисине, Липовац, Кусаја, Јохово и Михољско.

## Становништво
Дуњак је према попису из 2011. године имао 39 становника.

### Број становника по пописима
| Националност   | 2001. | 1991. | 1981. | 1971. | 1961. | 1953. | 1948. | 1931. | 1921. | 1910. | 1900. | 1890. | 1880. | 1869. | 1857. |
| бр. становника | 49    | 138   | 175   | 221   | 278   | 260   | 266   | 305   | 282   | 316   | 305   | 285   | 239   | 216   | 193   |

### Национални састав
| Националност       | 2001.       | 1991.        | 1981.        | 1971.        | 1961.        |
| Срби               | 48 (97,95%) | 136 (98,55%) | 164 (93,71%) | 218 (98,64%) | 275 (98,92%) |
| Хрвати             | 0           | 0            | 0            | 0            | 3 (1,07%)    |
| Југословени        | 0           | 0            | 8 (4,57%)    | 3 (1,35%)    | 0            |
| остали и непознато | 1 (2,04%)   | 2 (1,44%)    | 3 (1,71%)    | 0            | 0            |
| Укупно             | 49          | 138          | 175          | 221          | 278          |